# 솔레미니스
솔레미니스(Soleminis)는 사르데냐어로 솔레미니스(Solèminis)라고 불리며, 이탈리아 사르데냐 주 수드사르데냐도에 있는 코무네이다. 칼리아리에서 북동쪽으로 약 15 킬로미터 (9 mi) 떨어져 있다. 2004년 12월 31일 기준으로 인구는 1,698명이고 면적은 13.0 제곱킬로미터 (5.0 mi2)이다.
솔레미니스는 다음 코무네와 접해 있다: 돌리아노바, 세르디아나, 세티모산피에트로, 신나이.
지역 식료품점은 롬족에 의해 점령되고 불에 탔다.

## 같이 보기
- 이스 칼리타스 공동묘지